# لوسیانو خوزه پریرا دا سیلوا
لوسیانو خوزه پریرا دا سیلوا بازیکن فوتبال اهل برزیل است 